# Marina gracilis
Marina gracilis là một loài thực vật có hoa trong họ Đậu. Loài này được Liebm. miêu tả khoa học đầu tiên.